# John DiMaggio
John William DiMaggio (/dɪˈmæʒioʊ/, sinh ngày 4 tháng 9 năm 1968) là một nam diễn viên người Mỹ. Ông được biết tới qua các vai lồng tiếng như: Bender trong Futurama, Jake the Dog trong Adventure Time, Dr. Drakken trong Kim Possible, Hak Foo trong Jackie Chan Adventures, The Scotsman trong Samurai Jack, Brother Blood trong Teen Titans và Teen Titans Go!, Shnitzel trong Chowder, Fu Dog trong American Dragon: Jake Long, Hammerhead và Sandman trong The Spectacular Spider-Man, Aquaman trong Batman: The Brave and the Bold, King Zøg trong Disenchantment, Wakka và Kimahri trong Final Fantasy X, Rath trong Ben 10 và Gonza trong bản tiếng Anh của Princess Mononoke.

## Thời thơ ấu
DiMaggio sinh ra và lớn lên ở North Plainfield, New Jersey. Gia đình ông là người gốc Ý, từ nhỏ ông được nuôi dạy trong môi trường Công giáo. Sau khi tốt nghiệp trung học North Plainfield, ông theo học trường Đại học Rutgers.

## Sự nghiệp
DiMaggio nổi tiếng qua các vai như Bender trong Futurama, Marcus Fenix trong loạt phim Gears of War, Dr. Drakken trong Kim Possible, Jake the Dog trong Adventure Time, Wakka và Kimahri trong game Final Fantasy X và Niblet trong Pound Puppies.
Năm 2013, ông làm sản xuất kiêm dẫn truyện cho phim tài liệu I Know That Voice về nghề lồng tiếng, bên cạnh nhà sản xuất Tommy Reid and đạo diễn Lawrence Shapiro.

## Đời tư
DiMaggio sống tại Los Angeles và New York City. Ông kết hôn với diễn viên Kate Miller năm 2014.

## Giải thưởng
| Năm  | Giải thưởng       | Hạng mục                                                                                      | Đối tượng đề cử                | Kết quả   |
| ---- | ----------------- | --------------------------------------------------------------------------------------------- | ------------------------------ | --------- |
| 2001 | Giải Annie        | Thành tựu cá nhân - Nam diễn viên có vai lồng tiếng xuất sắc trong phim hoạt hình truyền hình | Futurama                       | Đoạt giải |
| 2011 | Giải Mâm xôi vàng | Dàn diễn viên tệ nhất (nhận cùng dàn diễn viên diễn chung)                                    | Transformers: Dark of the Moon | Đề cử     |